# Taberno
Taberno ist eine spanische Gemeinde in der Comarca Valle del Almanzora der Provinz Almería in der Autonomen Gemeinschaft Andalusien. Die Bevölkerung von Taberno bestand im Jahr 2024 aus 962 Einwohnern. Neben dem Hauptort Taberno gehören die Ortschaften Santopétar, Los Llanos, Los Pardos, Los Carrillos, El Aceituno, Los Teones und Rambla de Taberno.

## Geografie
Taberno liegt im Landesinneren der Provinz Almería, an den Ausläufern der Sierra de las Estancias. Die Provinzhauptstadt Almería liegt in etwa 100 Kilometer südsüdwestlicher Entfernung.

## Bevölkerungsentwicklung
| Jahr      | 1970 | 1981 | 1991 | 2001 | 2011 | 2021 |
| Einwohner | 1010 | 850  | 1056 | 990  | 1205 | 996  |

## Sehenswürdigkeiten
- Josephskirche in Taberno (Iglesia de San José)
- Kapelle der Jungfrau von Karmel in Los Llanos (Capilla de Virgen del Carmen)
- Kalvarienkapelle
- Rathaus
- Heimatmuseum

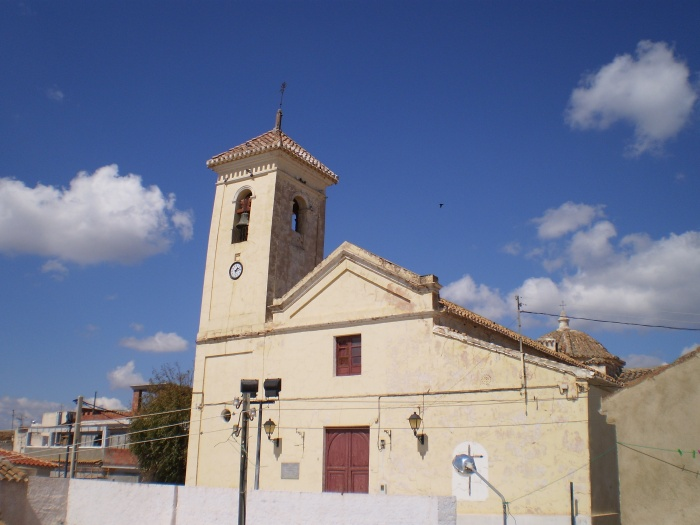
Josephskirche
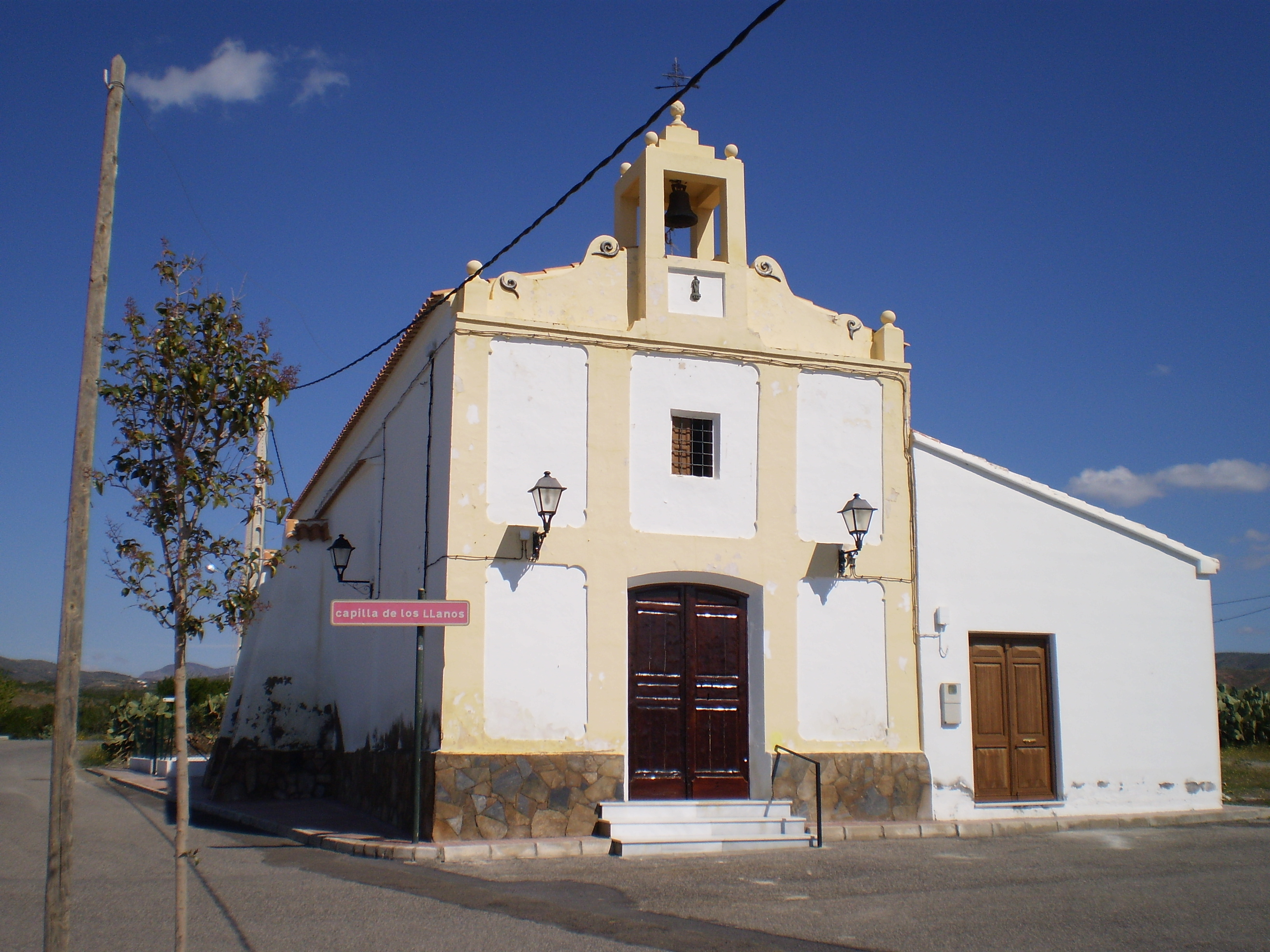
Kapelle der Jungfrau von Karmel
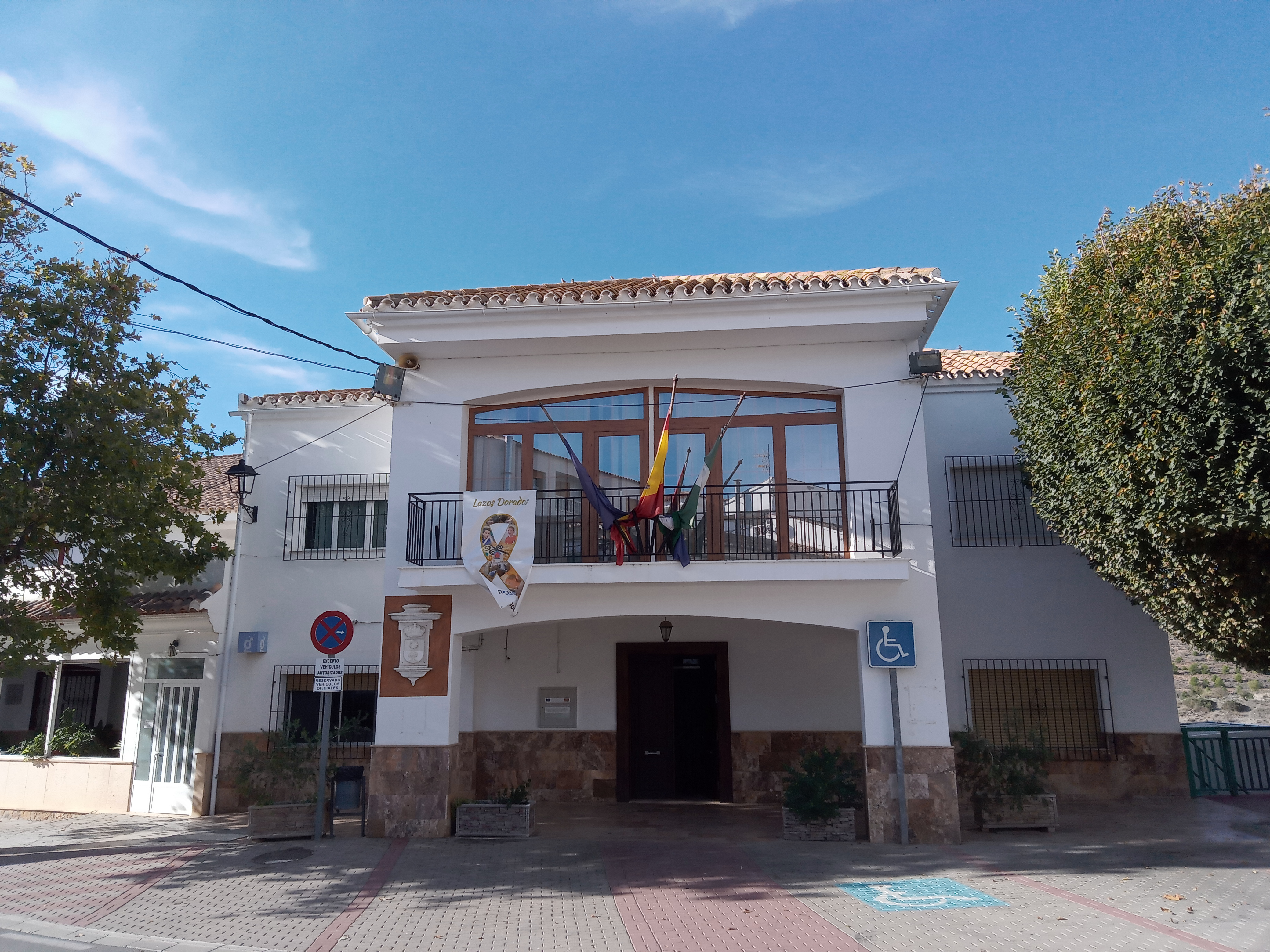
Rathaus